# Stefano Bellone
Stefano Primo Bellone (Milán, 23 de abril de 1955) es un deportista italiano que compitió en esgrima, especialista en la modalidad de espada.
Participó en tres Juegos Olímpicos de Verano entre los años 1980 y 1988, obteniendo una medalla de bronce en Los Ángeles 1984 en la prueba por equipos. Ganó tres medallas en el Campeonato Mundial de Esgrima entre los años 1983 y 1986.

## Palmarés internacional
| Juegos Olímpicos   | Juegos Olímpicos             | Juegos Olímpicos  | Juegos Olímpicos   |
| Año                | Lugar                        | Medalla           | Prueba             |
| ------------------ | ---------------------------- | ----------------- | ------------------ |
| 1984               | Los Ángeles (Estados Unidos) | Medalla de bronce | Espada por equipos |
| Campeonato Mundial |                              |                   |                    |
| Año                | Lugar                        | Medalla           | Prueba             |
| 1983               | Viena (Austria)              | Medalla de bronce | Espada por equipos |
| 1985               | Barcelona (España)           | Medalla de plata  | Espada por equipos |
| 1986               | Sofía (Bulgaria)             | Medalla de bronce | Espada por equipos |